# Kolumbijsko-peruánská válka

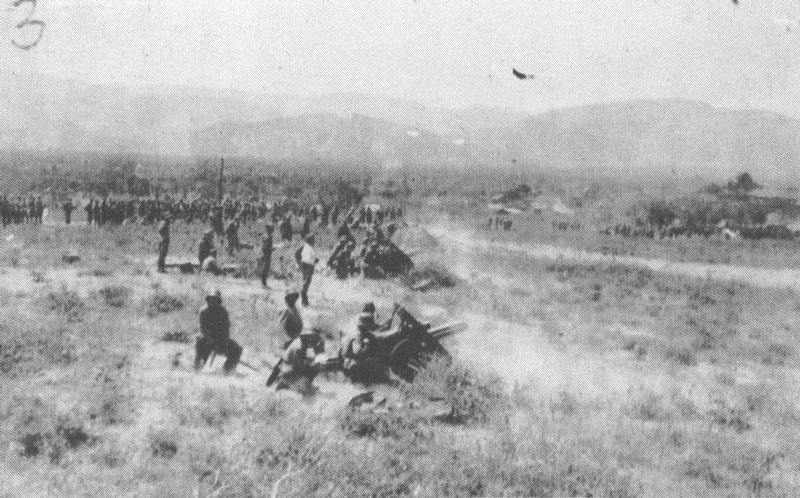
Kolumbijské dělostřelectvo cvičí v přípravě na boj s peruánskými jednotkami

Kolumbijsko-peruánská válka (španělsky guerra colombo-peruana) proběhla mezi Kolumbií a Peru o část západní Amazonie. Začala 1. září 1932 peruánským obsazením pohraničního kolumbijského města Leticia a skončila 24. května 1933. Výsledkem války bylo navrácení Peruánci obsazeného území Kolumbii.